# Pevnost Apačů v Bronxu
Pevnost Apačů v Bronxu (v anglickém originále Fort Apache, The Bronx) je americký kriminální film z roku 1981, který režíroval Daniel Petrie. V hlavních rolích se představili Paul Newman jako Murphy, těžce pijící osamělý policejní veterán, a Ken Wahl jako jeho mladý parťák Corelli, kteří pracují na kriminálním okrsku v newyorském Bronxu. Přestože Murphyho život nabere dobrý směr, když se zamiluje do mladé zdravotní sestry Isabelly (Rachel Ticotin), příchod policejního kapitána Connollyho (Ed Asner) hrozí, že křehká rovnováha v sousedství se zvrhne v anarchii. Ve vedlejších rolích se představili Danny Aiello, Kathleen Beller a Pam Grier. Scénář k filmu napsal Heywood Gould, producenty jsou Martin Richards a Thomas Fiorello, výkonným producentem David Susskind.
Film se natáčel v Bronxu. Autor Tom Walker zažaloval společnost Time-Life Television, že film porušil práva na jeho knihu Fort Apache, ale po dlouhé soudní bitvě prohrál. Film získal smíšené recenze, nicméně Newmanův herecký výkon byl označen za silnou stránku filmu. Kromě toho byl film hlavní inspirací pro policejní seriál Poldové z Hill Street.

## Děj
Policisté v chudobou sužovaném a nebezpečném jižním Bronxu čelí každodenním výzvám. Důstojníci Murphy a Corelli pracují na 41. okrsku, přezdívaném „Fort Apache“, kde se udržení pořádku podobá vojenské operaci. Ulice ovládají gangy a drogoví dealeři, nezaměstnanost je rekordně vysoká. Murphy, osamělý rozvedený otec, si vytvoří silné přátelství s Corellim a začne románek s mladou zdravotní sestrou Isabellou.
Okrsek je zanedbaný a plný důstojníků, které jinde nechtějí. Napětí roste po zastřelení dvou nováčků drogově závislou Charlotte. Během následné vzpoury Murphy a Corelli vidí dva policisty mlátit teenagera, až ho jeden z nich shodí ze střechy, čímž ho zabije. Corelli nechce ohrozit svou kariéru, zatímco Murphy cítí vinu, že se neodváží prolomit „modrou zeď mlčení“.
Murphy se s Isabellou sblíží, ale zjistí, že užívá heroin k zvládnutí stresu. Charlotte uniká zatčení, ale je zabita dealerem, kterého se pokusila zabít. Později jsou její vrazi zabiti při přestřelce v nemocnici, kde Isabella pracuje. Když Isabella zemře na předávkování, Murphy je zdrcen. Nakonec se rozhodne nahlásit vraždu teenagera, přestože ho kolegové budou považovat za zrádce.
Když se zdá, že Murphy končí u policie, zahlédne zloděje prchajícího z domu a spolu s Corellim ho pronásleduje. Film končí zamrzlým obrazem, kdy Murphy skáče, aby ho zadržel.